# Concert du nouvel an 1974 à Vienne
Le concert du nouvel an 1974 de l'orchestre philharmonique de Vienne, qui a lieu le 1er janvier 1974, est le 34e concert du nouvel an donné au Musikverein, à Vienne, en Autriche. Il est dirigé pour la 20e fois consécutive par le chef d'orchestre autrichien Willi Boskovsky.
Johann Strauss II y est toujours le compositeur principal, mais son frère Josef est représenté avec six pièces, son autre frère Eduard avec une, et leur père Johann clôt de nouveau le concert avec sa célèbre Marche de Radetzky.
Quatre pièces sur les dix-neuf au total sont jouées pour la première fois au concert du nouvel an.

## Programme
Les pièces suivies d'un astérisque (*) sont jouées pour la première fois.

### Première partie
1. Johann Strauss II : ouverture de l'opérette Das Spitzentuch der Königin
2. Josef Strauss : Aquarellen, valse, op. 258
3. Josef Strauss : Die Emancipirte, polka-mazurka, op. 282
4. Johann Strauss II : Bei uns z’Haus, valse pour chœur masculin et orchestre , op. 361
5. Johann Strauss II : Vom Donaustrande, polka rapide, op. 356*
6. Eduard Strauss : Mit Extrapost, polka rapide, op. 259

### Deuxième partie
1. Johann Strauss II : Freuet euch des Lebens, valse, op. 340
2. Johann Strauss II :  Rasch in der That, polka rapide, op. 409*
3. Josef Strauss : Frauenherz, polka-mazurka, op.166
4. Josef Strauss : Plappermäulchen, polka rapide, op. 245
5. Johann Strauss II et Josef Strauss : Pizzicato-Polka, polka
6. Johann Strauss II : Histoires de la forêt viennoise, valse, op. 325
7. Johann Strauss : Wettrennen-Galopp, galop, op. 29*
8. Josef Strauss : Künstler-Gruß, polka française, op. 274*
9. Johann Strauss II : Tritsch-Tratsch-Polka, polka rapide, op. 214
10. Johann Strauss II : Explosions-Polka, polka rapide, op. 43

### Rappels
1. Josef Strauss : Ohne Sorgen, polka rapide, op. 271
2. Johann Strauss II : Le Beau Danube bleu, valse, op. 314
3. Johann Strauss : Marche de Radetzky, marche, op. 228